# Klaussee 2
De Klaussee 2 (ook wel K2 genoemd) is een kabelbaan in het Ahrntal in Italië. De gondelbaan ligt in het skigebied Klausberg, vlak bij het plaatsje Steinhaus. Het dalstation ligt naast het bergstation van de stoeltjeslift Klaussee I. Het bergstation ligt op 2510 meter, en daarmee is het hoogste bergstation van een gondelbaan in Zuid-Tirol.
De gondelbaan is in 2006 gereed gekomen, en is gebouwd door de firma Doppelmayr.
Almboden · Brugger · Hühnerspiel · Klausberg · Klaussee I · Klaussee 2 (K2) · Sonnenlift · Sint Peter · Steinhaus